# Агзамов Георгій Таджієвич
Агзамов Георгій Таджієвич  (6 вересня 1954, Алмалик, Ташкентська область — 27 серпня 1986, біля Севастополя) — радянський шахіст, міжнародний гросмейстер (1984) і перший гросмейстер Середньої Азії.

## Біографія
В родині узбецького лікаря-хірурга Таджихона Агзамова було три сина: Вячеслав, Валерій і Георгій. Всі вони успадкували любов батька до шахів. Проте найздібнішим виявився молодший — Георгій. В 11 років він став чемпіоном рідного міста Алмалик серед дорослих.
Його гра відрізнялася особливістю комбінаційного почерку і прагненням до боротьби в багатофігурних позиціях. Надзвичайно впертим був в захисті. Постійно йшов тільки до перемоги.
В 19 років Георгій став майстром. Скоро цих звань досягли обидва старших братів. Проте гросмейстером став тільки Георгій. Після закінчення інституту, де Георгій вивчав англійську і літературу, він приділяв все більше часу практичній грі, прагнув глибше її пізнати. З'явилася можливість зустрічатися з шахістами екстра класу.
В Спартакіаді народів СРСР (1981) він, очолив команду Узбекистана, грав з трьома екс-чемпіонами світу — М. Талем, Т. Петросяном, Б. Спаським, гросмейстерами Полугаєвським і Таймановим.
Після успішного виступу на чемпіонаті СРСР (1981), де він розділив 6-7 місце з гросмейстером Бєлявським, наступив час блискучих перемог на міжнародній арені. За два роки Георгій виграв 6 міжнародних турнірів, в тому числі в Белграді (1982), Вршаці (1983), Сочі (1984). В них він п'ять раз виконав гросмейстерську норму. Це найвище звання було присуджено йому на конгресі ФІДЕ в Салоніках (1984). Стрімкий прогрес в шахах Георгій пояснював так: «Просто я люблю цю гру, а це означає, що ніколи, скільки пам'ятаю себе, не лінувався працювати за дошкою з повною віддачею».
Життя Агзамова обірвалося 27 серпня 1986: прогулюючись в сутінках в передмісті Севастополя, він спіткнувся і впав в ущелину. Йому було 32 роки.
Шахова федерація Узбекистану проводить турніри, присвячені пам'яті Георгія Агзамова.